# كوغازي
كوغازي هي قرية في مديرية سندكلي الواقعة في محافظة أفيون في تركيا. 